# Apanthura honshuensis
Apanthura honshuensis är en kräftdjursart som beskrevs av Johann-Wolfgang Wägele 1984. Apanthura honshuensis ingår i släktet Apanthura och familjen Anthuridae. Inga underarter finns listade i Catalogue of Life.